# Włodzimierz Malik
Włodzimierz Malik (ur. 27 sierpnia 1912 w Krakowie, zm. 6 sierpnia 1990) – krakowski szopkarz, wielokrotny uczestnik konkursu szopek krakowskich, syn Tekli z Łęczyńskich i Walentego Malika.
W latach 1962–1984 Włodzimierz Malik był szesnastokrotnie nagradzany w konkursie szopek (pierwsze nagrody w latach 1975, 1976, 1979 i 1981). Jego dzieła znajdują się w kolekcjach Muzeum Historycznego Miasta Krakowa oraz Muzeum Etnograficznego im. Seweryna Udzieli w Krakowie, a także w kolekcjach prywatnych w Polsce i za granicą.
Żonaty z Wiktorią, mieli pięcioro dzieci: Bronisławę Gumińską, Marię Leśniak, Teresę Malik, Jana Włodzimierza oraz Stanisława. 
Pochowany został na cmentarzu Salwatorskim w Krakowie.